# Église Saint-Jean de Sarrebruck
 (novembre 2024).
Si vous disposez d'ouvrages ou d'articles de référence ou si vous connaissez des sites web de qualité traitant du thème abordé ici, merci de compléter l'article en donnant les références utiles à sa vérifiabilité et en les liant à la section « Notes et références ».
L'église Saint-Jean de Sarrebruck (Johanneskirche) est un monument néo-gothique construit entre 1894 et 1898 par l'architecte Heinrich Güth. L'église n'a pas été touchée par les bombardements de la Seconde Guerre mondiale qui ont rasé la quasi-totalité du centre de Sarrebruck entre 1942 et 1945.
Depuis sa construction elle est utilisée pour le culte protestant mais aussi pour de nombreux événements : dîners, projections de films, cocktails. Il est possible de louer cette église pour y organiser un événement.